# TSV KeWa Wachenbuchen
TSV KeWa Wachenbuchen is een Duitse voetbalclub uit Wachenbuchen, Maintal, Hessen. Tot 1974 was Wachenbuchen een zelfstandige gemeente.

## Geschiedenis
De club werd in 1911 opgericht als Fußballsportvereins 1911 Wachenbuchen. Na enkele jaren vriendschappelijke wedstrijden te spelen sloot de club zich in 1914 bij de Zuid-Duitse voetbalbond aan. Echter door het uitbreken van de Eerste Wereldoorlog kon de club niet deelnemen aan de competitie. Na de oorlog werden de activiteiten hervat en er werd begonnen met de aanleg van een eigen terrein. Op 8 september 1922 fuseerde de club met 1. FC 1904 Kesselstadt. Kesselstadt was een stadsdeel van Hanau en de fusieclub kreeg de naam SpVgg KeWa. In 1925 verlieten een aantal spelers de club en richtten VfR 1925 Kesselstadt op. In 1933 moest de club onder druk van de overheid fuseren met Turnverein 1887 Wachenbuchen. De club trad nu aan onder de naam TuSpV KeWa 1887/04 Wachenbuchen. De club speelde in de Bezirksliga, de tweede klasse en in 1936 werd de club kampioen en na de eindronde promoveerde de club voor het eerst naar de hoogste klasse, de Gauliga Hessen. De club werd gedeeld derde samen met CSC 03 Kassel, maar het wel een slechter doelsaldo.
Het volgende seizoen eindigde de club nog in de middenmoot en in 1938/39 eindigde de club op een degradatieplaats. Echter door het uitbreken van de Tweede Wereldoorlog werden er het volgende seizoen twee groepen gespeeld in de Gauliga en degradeerde niemand. KeWa werd echter ook nu laatste en degradeerde deze keer wel. Door de oorlog werden de activiteiten gestaakt en de club leed zware verliezen onder de leden die sneuvelden in de oorlog. In 1945/46 werd er opnieuw gevoetbald en de club promoveerde naar de Landesliga, maar degradeerde na één seizoen weer naar de Bezirksliga. Tot begin jaren zeventig speelde de club afwisselend in de A of B-klasse Hanau. De terugkeer in de Bezirksliga in 1971 en 1975 was telkens van korte duur. In 1974 fuseerde de club met FC Hochstadt tot SG Hochstadt/Wachenbuchen. Na lange tijd promoveerde de club in 1998 naar de Bezirksoberliga Frankfurt-Ost en kon deze keer het behoud verzekeren. In het tweede seizoen degradeerde de club echter terug naar de Bezirskliga Hanau. In 2001 toen de club 90 jaar bestond werd een nieuwe promotie afgedwongen.